# Anaïs Mai Desjardins
Pour les articles homonymes, voir Desjardins.
 (février 2021).
Anaïs-Mai Desjardins est une kitesurfeuse internationale Française, née le 22 octobre 2000 ancienne spécialiste du Kitefoil (vis championne de France en 2021). Elle se reconvertit en 2024 dans le wingfoil et en devient la première championne de France en 2024.

## Carrière

### Débuts chez les jeunes (2013 - 2019)
Initiée par son père qui faisait déjà du kitesurf, Anaïs-Mai commence à 13 ans à Fuerteventura en 2013.
La même année, elle commence la pratique du Kitefoil. Dès les premiers entraînements, c’est une révélation et elle décide de se consacrer pleinement à cette discipline avec l’ambition d’arriver au plus haut niveau. Très rapidement, elle se classe parmi les meilleures en compétition.

### Carrière chez les séniors à partir de 2019
En parallèle de sa victoire dans la catégorie espoirs, Anaïs Mai s'illustre en remportant le circuit français Engie Kite Tour 2019 dans la catégorie sénior femme. Elle confirme ses bons résultats dès la saison suivante et devient vice-championne de France de Kitefoil sénior en 2020, ainsi qu'en 2021
Parrainée par la Fondation de l’Université de Lille, elle est également soutenue par la Banque Populaire du Nord dans son parcours pour être une des premières kitesurfeuse françaises à participer aux Jeux olympiques à Paris en 2024.
En 2022, à l’instar de l’athlète Jessie Kampman,on voit apparaître des athlètes de Kitfoil ou d’IQfoil plus lourds et pour lesquels la prise de poids signifie un avantage certain dans les compétitions. Dans ce cadre, il est de plus en plus difficile pour Anaïs-Mai Desjardins qui se refuse de prendre du poids et de mettre sa santé en danger pour se maintenir dans les premières places internationales. Mais malgré son petit gabarit elle reste 5e française aux championnats du monde en 2022
En 2024, ne pouvant se qualifier pour les Jeux olympiques de Paris, Anaïs Mai arrête sa carrière internationale de kitefoil. Elle n’arrête pas le sport pour autant et se consacre à une nouvelle discipline émergente, le wingfoil. La Dunkerquoise obtient le titre de championne de France en catégorie slalom open femme, et par la même occasion elle devient la première championne de France de la discipline.

## Palmarès

### International
| Date | Compétition                       | Place | Épreuve   |
| ---- | --------------------------------- | ----- | --------- |
| 2016 | Championnat du Monde Formula Kite | 8e    | Kitefoil  |
| 2016 | Championnat du Monde Juniors VKWC | 4e    | Freestyle |
| 2017 | Championnat d’Europe Junior       | 2e    | Kitefoil  |
| 2017 | Championnat d’Europe              | 4e    | Kitefoil  |
| 2017 | Coupe Du Monde Open               | 1er   | Kitefoil  |
| 2018 | Championnats du monde junior      | 3e    | Kitefoil  |
| 2018 | Championnats d'Europe junior      | 1er   | Kitefoil  |
| 2018 | Championnat du monde              | 6e    | Kitefoil  |
| 2022 | Championnat du monde              | 18e   | Kitefoil  |

### National
| Date | Compétition                                     | Place | Épreuve        |
| ---- | ----------------------------------------------- | ----- | -------------- |
| 2015 | Championnats de France UNSS Collèges Excellence | 1er   | Kitesurf       |
| 2015 | Championnats de France FFVL Collèges            | 1er   | Kitesurf       |
| 2016 | Championnats de France UNSS Lycées Excellence   | 1er   | Kitesurf       |
| 2016 | Championnats de France FFVL Lycées              | 1er   | Kitesurf       |
| 2015 | Championnats de France juniors FFVL             | 1er   | Speed Crossing |
| 2016 | Championnats de France juniors                  | 1er   | Mountainboard  |
| 2016 | Championnats de France juniors FFVL             | 1er   | Speed Crossing |
| 2018 | Championnats de France                          | 1er   | Mountainboard  |
| 2019 | Championnats de France espoirs                  | 1er   | Kitefoil       |
| 2020 | Championnats de France                          | 2e    | Kitefoil       |
| 2021 | Championnats de France                          | 2e    | Kitefoil       |
| 2024 | Championnats de France                          | 1er   | Wingfoil       |